# Toyota Prius+

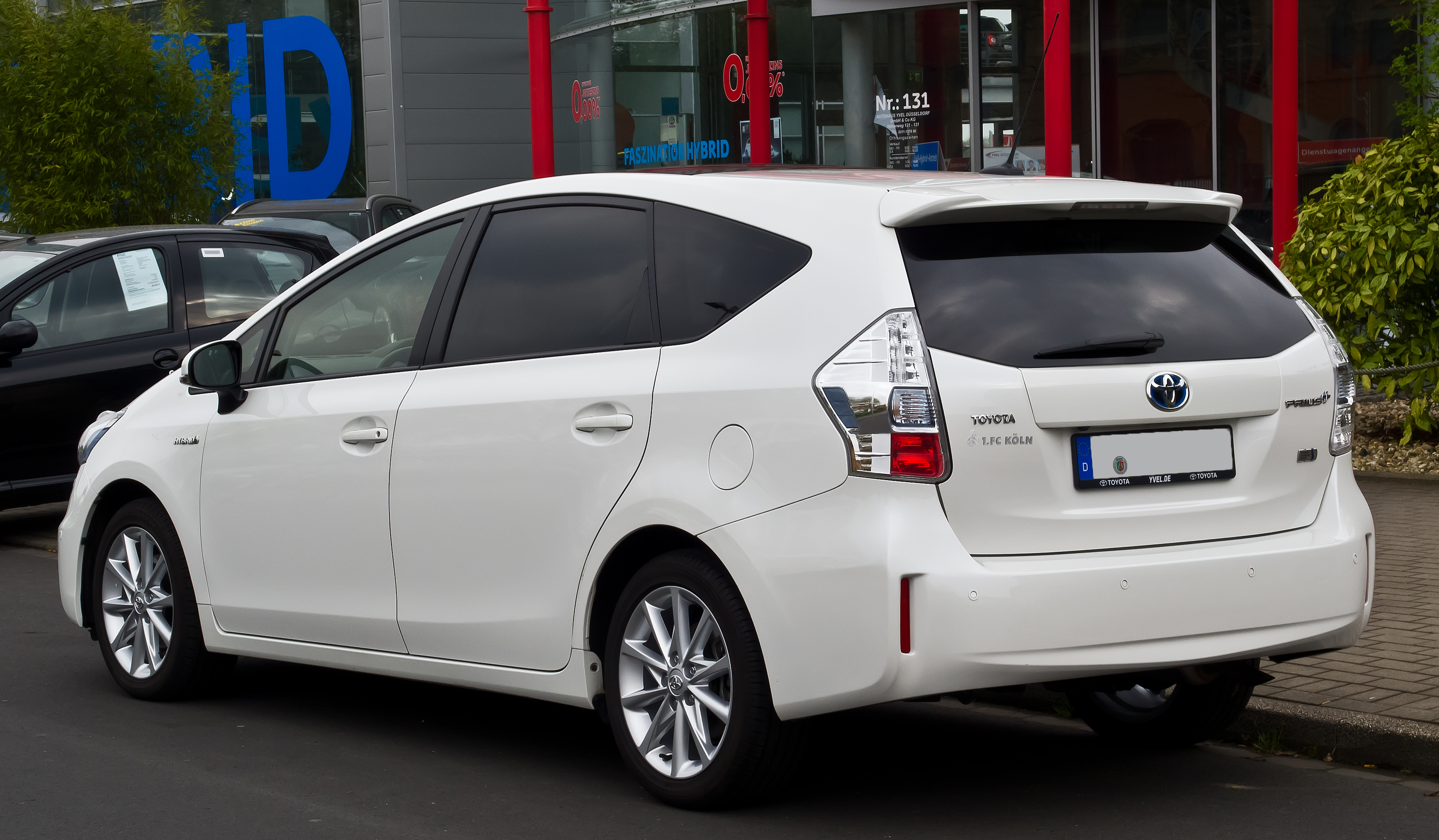
Heckansicht

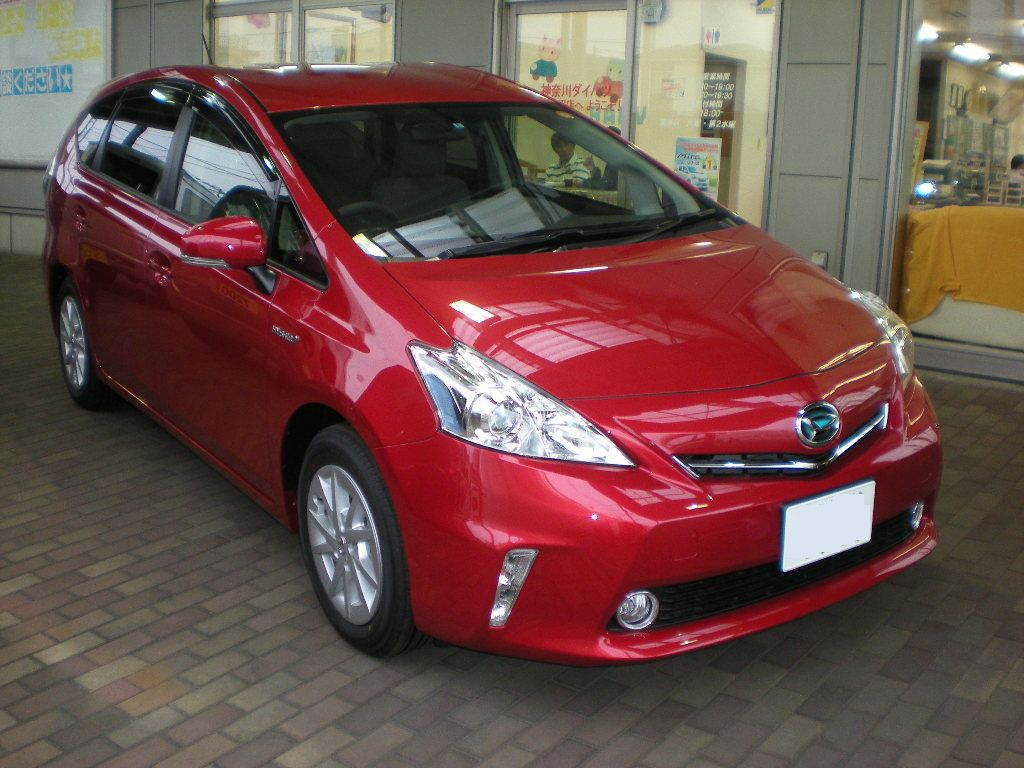
Daihatsu Mebius

Der Toyota Prius+ ist ein PKW-Modell des japanischen Automobilherstellers Toyota mit Hybridantrieb. Als Van-Variante des Toyota Prius III wurde er 2011 auf der Detroit Motor Show in den USA vorgestellt und begründete eine eigene Prius-Modellreihe.
Im Spätsommer 2011 führte Toyota ihn auf dem amerikanischen Markt unter dem Namen Prius V ein, in Europa als Prius+ am 16. Juni 2012. In Japan wurde das Fahrzeug auch als Daihatsu Mebius verkauft.
Im Sommer 2020 nahm Toyota den Prius+ in Deutschland ersatzlos vom Markt.

## Namensgebung
Das „V“ im amerikanischen Namen des Toyota Prius steht nicht für „Van“, sondern für „Versatility“, also für „Vielseitigkeit“. Toyota will damit auf die Geräumigkeit und Flexibilität des neuen Prius-Modells hinweisen.

## Design und Innenraum
Äußerlich ähnelt der Prius+ seinem etwas kleineren Parallelmodell, jedoch wurde er auf Van-Größe erweitert und bietet nun 7 Sitzplätze. Die hinten nach oben versetzte Dachlinie und das Steilheck ergeben gegenüber dem Prius III einen um 50 Prozent größeren Laderaum von bis zu 700 Liter. Er ist über die große Heckklappe zugänglich. Für größere Transportaufgaben können die Rücksitze und die Beifahrersitzlehne umgeklappt werden.
Die Akkumulatorenbatterie ist zugunsten eines großen und variablen Gepäckraumes in der Mittelkonsole zwischen den vorderen Sitzen untergebracht statt unter dem Kofferraumboden.
Die Scheinwerfer sind auf Wunsch mit Leuchtdioden-Technik zu haben. Die Rückleuchten sind aufwändig gestaltet.  Die Luftströmung am Heck wird durch eine  Abrisskante am Dach gelenkt. Die aerodynamisch günstige Form des Prius+ hat einen Luftwiderstandsbeiwert (cw) von 0,29. Zu den Eigenheiten zählt außerdem ein Panorama-Dach aus Kunststoff, das mit elektrisch bedienbaren Sonnenblenden abgedunkelt werden kann.

## Technik
Zwar wurde das Fahrzeug von Grund auf neu konstruiert, jedoch hat es nicht nur äußerlich, sondern auch technisch einige Gemeinsamkeiten mit dem Prius III: Auch der Prius+ hat den Hybrid Synergy Drive, also eine Kombination aus einem Ottomotor mit 73 kW (99 PS) und einem Elektromotor mit 60 kW (82 PS). Die Systemleistung wird mit 100 kW (136 PS) angegeben. Als Stromspeicher dient eine Nickel-Metallhydrid-Batterie. Der Prius+ soll damit auf einen durchschnittlichen Verbrauch von 5,8 l/100 km kommen. Zur Serie gehörende Ausstattungen, wie etwa der Berganfahrassistent (HAC) oder die Rückfahrkamera, wurden neben anderen technischen Neuerungen vom Vorgänger übernommen.
In Europa ist der Prius+ mit einem Lithium-Ionen-Akkumulator anstelle des im bislang im Hybrid Synergy Drive ausschließlich verwendeten NiMH-Akkus erhältlich. Der Antrieb wurde auch in anderen Punkten weiterentwickelt: Der Wirkungsgrad des Wärmetauschers, mit dem die Abgaswärme zur Erwärmung des Katalysators und des Kühlwassers benutzt werden kann, wurde verbessert; außerdem wird der Wärmetauscher jetzt elektronisch geregelt. Unter dem Namen „pitch & bounce control“ wurde ein weiterer Regelkreis entwickelt, der auf schlechten Wegstrecken ein Aufschaukeln der Karosserie durch entgegengesetzt wirkende Antriebsleistung verhindert.
Der Normverbrauch beträgt innerorts = 3,8 l, außerorts = 4,2 l, der Gesamt-Normverbrauch liegt bei 4,1 l.

## Technische Daten
| Kenngrößen                                  | 1.8 VVT-i                     |
| Bauzeitraum                                 | 06/2012–03/2021               |
| Motorkenndaten                              |                               |
| Motortyp                                    | R4-Ottomotor + Elektromotor   |
| Hubraum                                     | 1798 cm³                      |
| max. Leistung                               | 73 kW (99 PS) bei 5200/min    |
| max. Leistung E-Motor                       | 60 kW (82 PS)                 |
| Leistung Gesamtsystem                       | 100 kW (136 PS)               |
| max. Drehmoment                             | 142 Nm bei 4000–4400          |
| max. Drehmoment E-Motor                     | 207 Nm                        |
| Drehmoment Gesamtsystem                     | k. A.                         |
| Kraftübertragung                            |                               |
| Antrieb, serienmäßig                        | Vorderradantrieb              |
| Getriebe, serienmäßig                       | stufenloses Automatikgetriebe |
| Messwerte                                   |                               |
| Höchstgeschwindigkeit                       | 165 km/h                      |
| Beschleunigung, 0–100 km/h                  | 11,3 s                        |
| Kraftstoffverbrauch auf 100 km (kombiniert) | 4,1 l Super                   |
| CO2-Emission (kombiniert)                   | 109 g/km                      |
| Abgasnorm nach EU-Klassifikation            | Euro 5                        |

## Weltweite Beliebtheit bei Taxiunternehmen

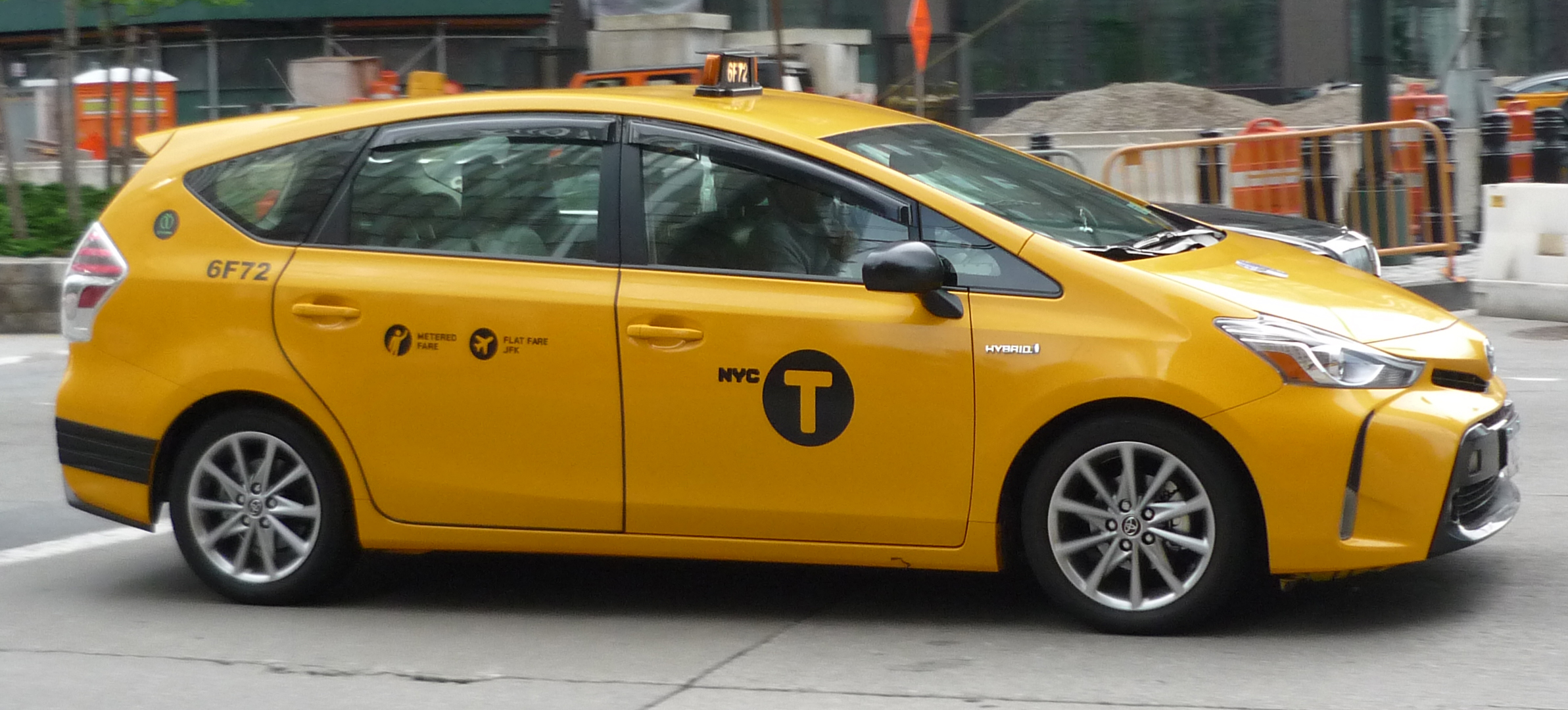
Prius+ (V) als Taxi in New York City

Der Prius+ wird von zahlreichen Taxiunternehmen seit vielen Jahren eingesetzt und erwiesen sich als robust und langlebig. Die Taxiunternehmen schätzen den Prius+ für seinen sparsamen Verbrauch in der Stadt. Taxi des Jahres ist ein Taxi-Vergleichstest, der regelmäßig von taxi heute, dem unabhängigen Magazin für die Taxi- und Mietwagenbranche bzw. dem Münchner HUSS-VERLAG veranstaltet wird. In der Kategorie SUV/Van wurde der Prius+ zum „Taxi des Jahres 2017“ als wirtschaftlichstes Taxi-Modell gekürt. Begründet wurde das mit der Kombination aus niedrigem Verbrauch, auch im Stadtverkehr, geringen Wartungskosten, hoher Zuverlässigkeit und gutem Komfort. An zwei Tagen ermittelten 40 Taxiunternehmer bei ausgiebigen Fahr- und Funktionstests in und rund um Fulda unter 21 aktuellen Taxi-Modellen von zwölf Marken die besten Fahrzeuge. Schon in den Vorjahren gehörte der Prius+ zu den Gewinnern des Taxiwettbewerbs.
So haben sich im März 2020 Taxiunternehmen in Deutschland noch 2.300 Einheiten des beliebten Siebensitzers Prius+ für bis 2021 aus der auslaufenden Produktion gesichert. Alternativen wie den SUV RAV4 Hybrid empfinden viele Taxler als zu teuer, am neuen Corolla Touring Sports Hybrid kritisieren sie den unbequemen Einstieg hinten.

## Zulassungszahlen
Seit dem Verkaufsstart bis einschließlich Dezember 2021 wurden in Deutschland insgesamt 10.692 Toyota Prius+ neu zugelassen. 2019 waren es 1.382 Einheiten. Das ist der höchste Absatz in einem Jahr, obwohl das Fahrzeug schon in sein achtes Verkaufsjahr ging. Obwohl die Vermarktung der Baureihe im Sommer 2020 eingestellt wurde, konnten 2021 noch 874 Prius+ neu zugelassen werden.
|  |

|  |

|  |

|  |

|  |

|  |

|  |

|  |

|  |

|  |

|  |

|  |

|  |

|  |

|  |

|  |

|  |

|  |

|  |

|  |

|  |

|  |

|  |

|  |

|  |

|  |

|  |

|  |

|  |

|  |

|  |

|  |

|  |

|  |

|  |

|  |

|  |

|  |

|  |

|  |

|  |

|  |

|  |

|  |

|  |

|  |

|  |

|  |

|  |

|  |

|  |

|  |

|  |

|  |

|  |

|  |

|  |

|  |

|  |

|  |

|  |

|  |

|  |

|  |

|  |

|  |

|  |

|  |

|  |

|  |

|  |

|  |

|  |

|  |

|  |

|  |

|  |

|  |

|  |

|  |

|  |

|  |

|  |

|  |

|  |

|  |

|  |

|  |

|  |

|  |

|  |

|  |

|  |

|  |

|  |

|  |

|  |

|  |

|  |

|  |

|  |

|  |

|  |

|  |

|  |

|  |

|  |

|  |

|  |

|  |

|  |

|  |

|  |

|  |

|  |

|  |

|  |

|  |

|  |

|  |

|  |

|  |

|  |

|  |

|  |

|  |

|  |

|  |

|  |

|  |

|  |

|  |

|  |

|  |

|  |

|  |

|  |

|  |

|  |

|  |

|  |

|  |

|  |

|  |

|  |

|  |

|  |

|  |

|  |

|  |

|  |

|  |

|  |

|  |

|  |

|  |

|  |

|  |

|  |

|  |

|  | Benzin-Hybrid (10.692) |

|  | Benzin-Hybrid (10.692) |